# Garcinia cuspidata
Garcinia cuspidata är en tvåhjärtbladig växtart som beskrevs av George King. Garcinia cuspidata ingår i släktet Garcinia och familjen Clusiaceae. Inga underarter finns listade i Catalogue of Life.